# Parque Nacional de Bundala
O Parque Nacional de Bundala é uma área protegida no sul do Seri Lanca, e um dos principais refúgios de aves aquáticas migratórias durante o inverno. Em Bundala há 197 espécies de aves, incluindo o flamingo-comum, que migra em grandes bandos. Em 1969, Bundala foi designado como refúgio de vida selvagem e em 1993 foi elevado à categoria de parque nacional. Em 1991, Bundala foi a primeira zona húmida a ser declarada como sítio Ramsar no Sri Lanka. Em 2005, o parque nacional foi reconhecido pela UNESCO como reserva da biosfera, tornando-se a quarta reserva de biosfera no país. O parque nacional está localizado a cerca de 245 km a sudeste de Colombo.

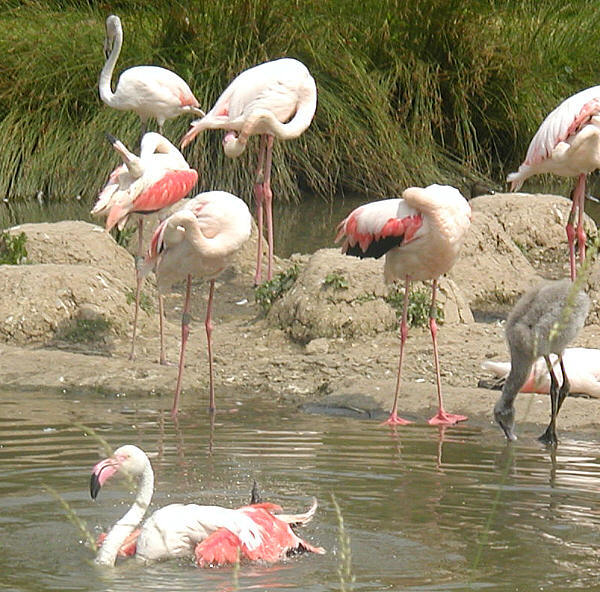
O flamingo-comum é uma ave presente no parque

Na área, os substratos são gneisse principalmente do tipo horneblenda-biotita da série do leste de Vijayan. O clima seco típico das regiões baixas prevalece na zona. A precipitação anual na área de Bundala é de cerca de 1074 mm  Enquanto a área recebe uma quantidade significativa de chuvas durante a temporada de monções do nordeste, o clima seco prevalece durante o resto do ano. A proximidade com o Oceano Índico] ajuda a atenuar as temperaturas. A temperatura média anual é de cerca de 27 °C, mas a temperatura aumenta durante os meses de abril, maio e junho. No parque nacional, a humidade relativa é elevada, com valores em torno de 80%. O parque nacional é composto por quatro lagoas, Bundala de 520 ha, Embilikala de 430 ha, Malala de 650 ha e Koholankala de 390 ha.
O Parque Nacional de Bundala é considerado como uma extraordinária  Área Importante para Preservação de Aves. 324 espécies de vertebrados foram registadas, incluindo 32 espécies de peixes, 15 de anfíbios, 48 de répteis, 197 de aves e 32 de mamíferos.